# Janggir Leto
Janggir Leto is een bestuurslaag in het regentschap Simalungun van de provincie Noord-Sumatra, Indonesië. Janggir Leto telt 2513 inwoners (volkstelling 2010).